# Hans Curschmann

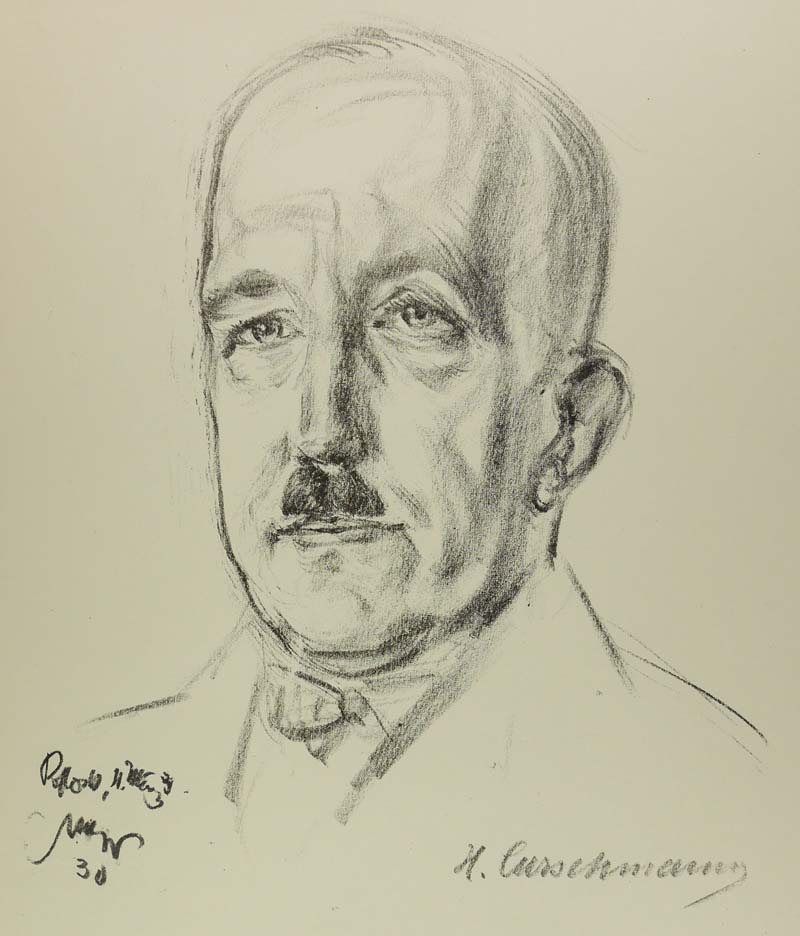
Emil Stumpp: Hans Curschmann (1930)

Hans Heinrich Curschmann (* 14. August 1875 in Berlin; † 10. März 1950 in Rostock) war ein deutscher Internist und Hochschullehrer.

## Leben
Hans Curschmann war der Sohn des Mediziners Heinrich Curschmann und seiner Frau Margarethe geborene Lohde. Von 1891 bis 1895 besuchte er das Königliche Gymnasium Leipzig. Nach dem Abitur studierte er Medizin an der Albert-Ludwigs-Universität Freiburg, der Universität Leipzig und der Ludwig-Maximilians-Universität München. Er wurde 1900 zum Dr. med. promoviert und arbeitete von 1900 bis 1907 in der Pathologie der Universität Leipzig und in der Inneren Medizin in Heidelberg, Berlin und Tübingen. 
1906 habilitierte er sich an der Eberhard-Karls-Universität Tübingen. 1907 wurde er Chefarzt für Innere Medizin am Stadtkrankenhaus Mainz. Im selben Jahr unterschied er vasokonstriktorische und vasodilatatorische Vasoneurosen (vasomotorische Störungen).
Seit 1916 außerordentlicher Professor an der Universität Rostock, wurde er 1921 ordentlicher Professor und Direktor der Medizinischen Klinik.
Nach Hans Curschmann und Hans Steinert (deutscher Internist, 1875–1911) wird die Myotone Dystrophie Typ 1 (Myotonia dystrophica) auch Morbus Curschmann-Steinert genannt. Als Mitarbeiter war Curschmann am Lexikon der gesamten Therapie beteiligt.

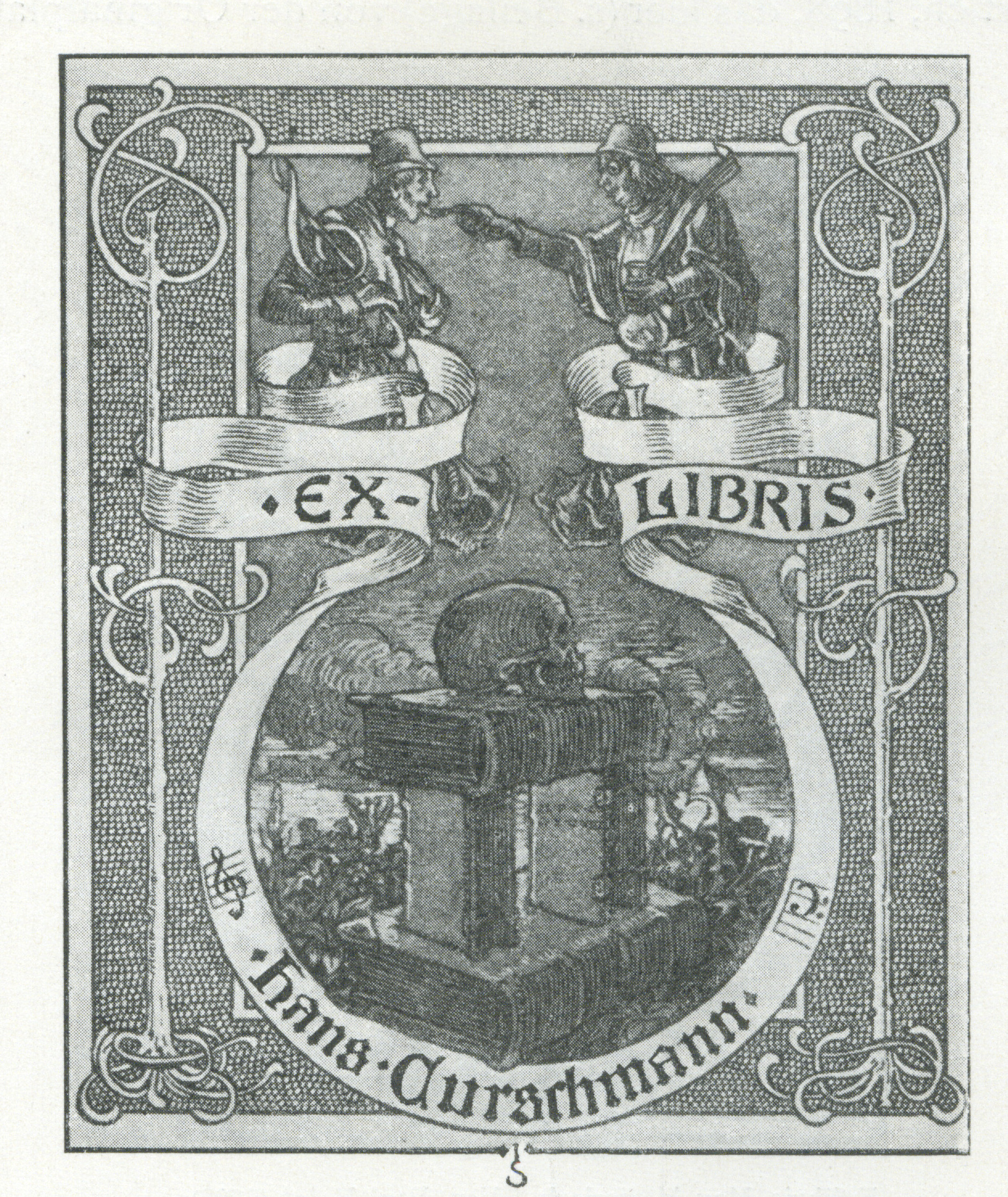
Exlibris für Hans Curschmann, gestaltet von Joseph Sattler (18989)

Die Curschmann-Klinik in Timmendorfer Strand, eine Fachklinik zur Herzinfarkt-Nachsorge, ist ebenfalls nach Hans Curschmann benannt worden.

## Familie
Curschmann verheiratete sich am 17. Juni 1907 in Tübingen mit Klara Helene (Leni) Wendt (* 10. Juli 1884 in Jena; † 17. Juli 1972 in Lärz), der Tochter des Rechtsprofessors Otto Heinrich Gustav von Wendt. Aus der Ehe stammen Kinder. Von diesen kennt man:
- Otto Heinrich Curschmann (* 30. April 1908 in Mainz) wurde Forstmeister in Lärz-Ausbau/Neustrelitz, verheiratet in erster Ehe am 22. Februar 1935 in Essen mit Margarethe (Gretel) Helene Ruth Lorenz (* 11. Juli 1910 in Essen; † 28. September 1945 in Boizenburg an der Elbe), der Tochter des Kaufmanns August Lorenz (* 9. Oktober 1866 in Großpostwitz/Oberlausitz; † Mai 1937 in Essen) und dessen Frau Anni Hasselmann (* 20. Oktober 1877 in Questin/Mecklenburg); verheiratet in zweiter Ehe am 14. August 1946 in Rostock mit Gisela Weidenmüller (* 14. Juni 1923 in Antonsthal/Erzgebirge), der Tochter des Fabrikanten Franz Weidenmüller (* 28. Oktober 1894 in Antonsthal/Erzgebirge; † 30. Juli 1945 ebenda) und dessen Frau Annemarie Wimmer (* 11. Januar 1901 in Dresden; † 25. September 1926 ebenda); nachdem diese Ehe geschieden wurde, verheiratete er sich in dritter Ehe am 31. August 1951 in Stralsund mit der Forstamtssekretärin Anni (Antje) Starke
- Hedwig Margarethe (Gretel) Curschmann (* 7. August 1910 in Mainz) wurde Sängerin, verheiratet am 24. Mai 1940 mit Egbert Hayessen (* 28. Dezember 1913 in Eisleben; † 15. August 1944 in Berlin), Major im Generalstab Berlin, Opfer des Attentats vom 20. Juli 1944
- Hedwig Elisabeth Curschmann (* 23. April 1912 in Mainz), technische Assistentin an verschiedenen Krankenhäusern, zuletzt in Bad Driburg (unverheiratet)
- Johanna Helene (Hanna) Curschmann (* 8. Juli 1915 in Mainz), Röntgenassistentin, verheiratet am 30. Dezember 1939 in Rostock mit dem Kaufmann in Hamburg sowie Luftwaffenattaché der deutschen Botschaft in Portugal und Oberst der Luftwaffe Fritz Robert Reppchen (* 3. Oktober 1897 in Bad Gottleuba/Sachsen)
- Hans Friedrich Heinrich Curschmann (* 21. Mai 1921 in Rostock; † 12. März 1945 bei Minsk), Kandidat der Medizin und Sanitätsunteroffizier

## Schriften
- Über familiäre atrophische Myotonie. Deutsche Zeitschrift für Nervenheilkunde, 1912, 45: 161–202.
- Pathogenese und Therapie der Arteriosklerose. In: Abh Stoffwechselkrk, Halle, 1921.
- Nervenkrankheiten. In Klin Lehrk d M m W; Band 2. München 1924.
- Die Hypothyreosen der Erwachsenen. In: Handbuch der inneren Sekretion, volume 3. Leipzig, 1928.
- Endokrine Krankheiten. In: Med Praxis; Band 1. Dresden und Leipzig 1928.
- mit Franz Kramer: Lehrbuch der Nervenkrankheiten. Berlin, 1909; 2. Aufl. 1925
- Lehrbuch der Speziellen Therapie Innerer Krankheiten Springer Verlag 1947